# قشلاق حاج أمير فرمان
قشلاق حاج أمير فرمان هي قرية في مقاطعة بارس أباد، إيران. عدد سكان هذه القرية هو 45 في سنة 2006.